# Smolka

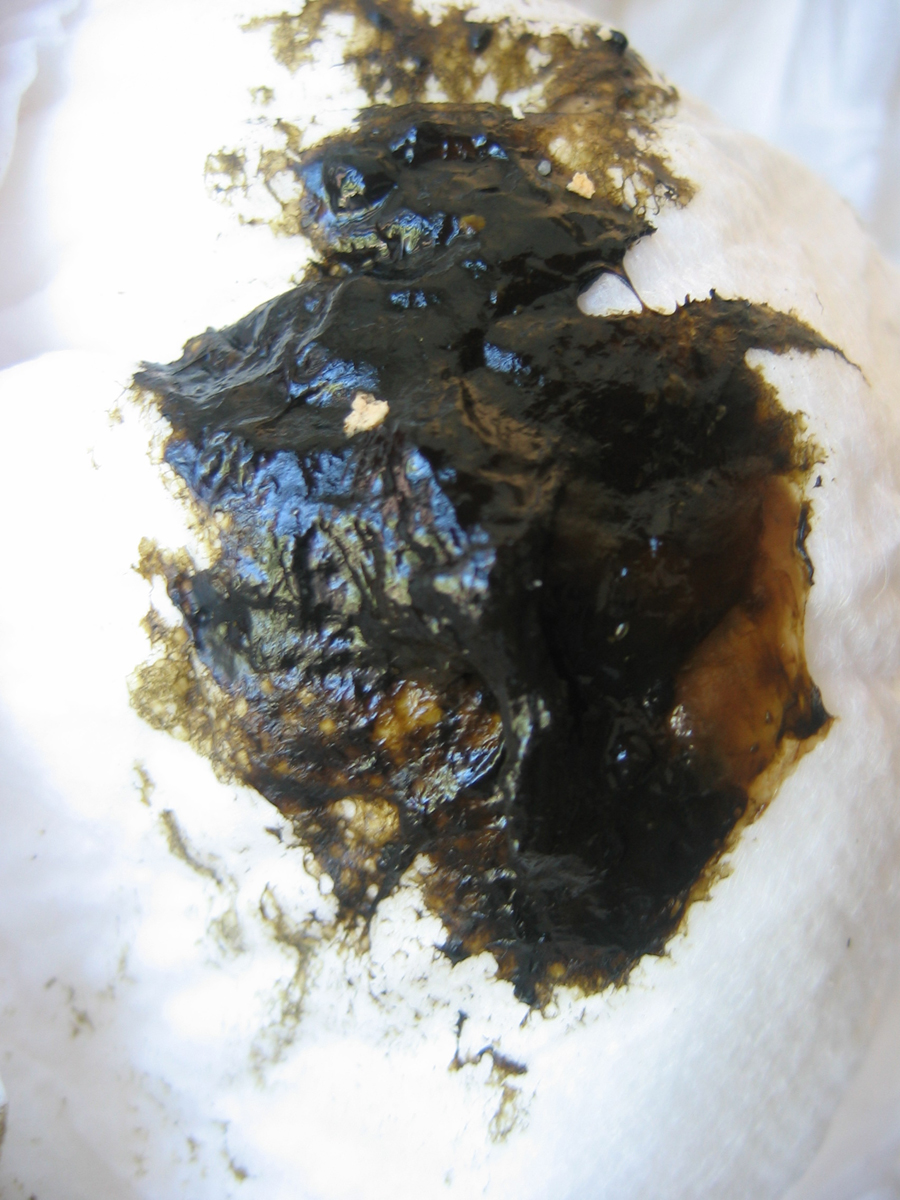
Smolka

Smolka (latinsky meconium ze starořeckého μήκων – mékón) je druh lidského výkalu vyskytující se u novorozenců. Na jejím vzniku se ještě nepodílí jídlo, vzniká z látek polknutých dítětem v děloze: z epitelové tkáně, lanuga, hlenu, plodové vody, žluči a vody. Konzistencí je smolka blízká dehtu, má velmi tmavou nazelenalou barvu a víceméně nezapáchá. Pokud se smíchá s plodovou vodou, může se projevit zeleně, hnědě, nebo žlutě. Vylučování smolky skončí po několika dnech. Když začne kojenec trávit mateřské mléko, barva výkalů se změní na žlutou.

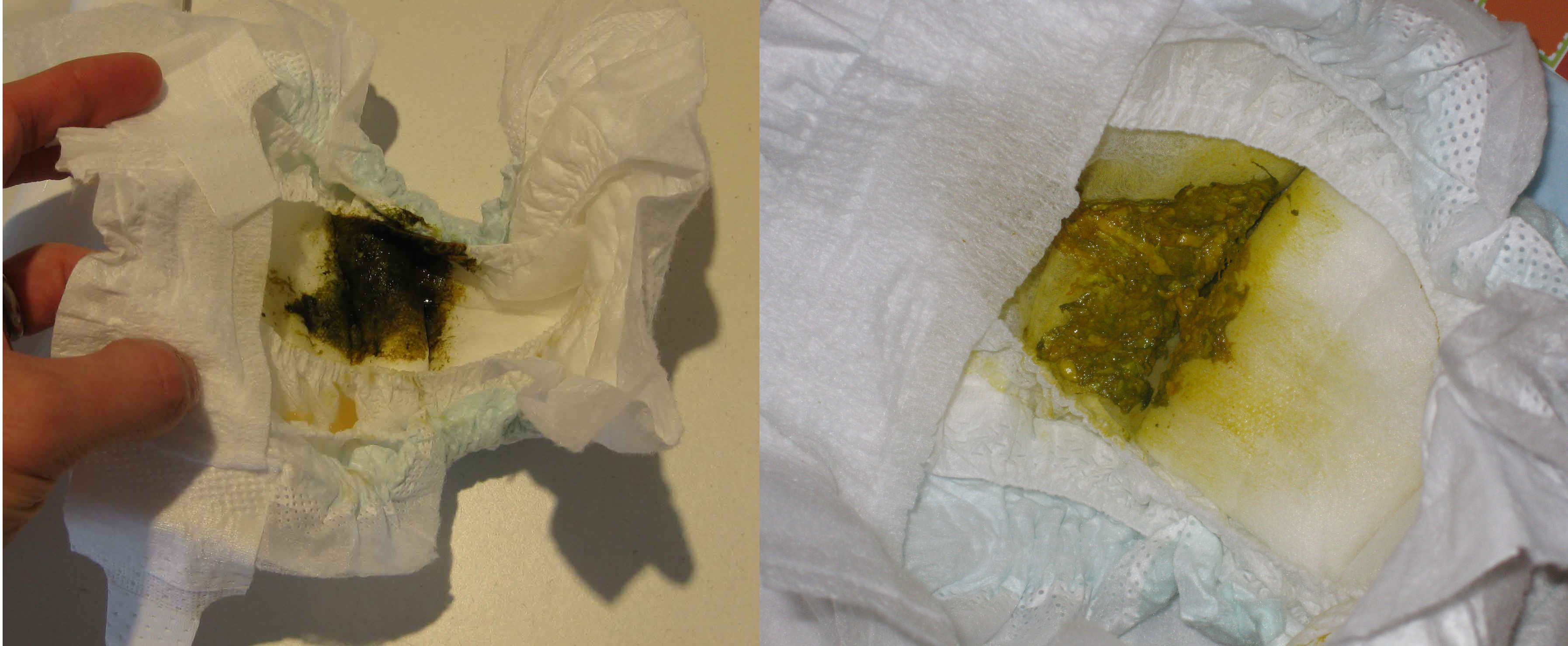
Srovnání smolky novorozence a výkalu kojeného dítěte

Při běžném průběhu těhotenství smolka neopouští střeva dítěte před narozením, někdy je ovšem vyloučena už před porodem nebo během něj. To představuje zdravotní riziko, neboť vdechnutí smolky je život ohrožující problém. Pokud je plodová voda během porodu zakalena smolkou, je proto běžným zdravotnickým postupem vysát novorozenci nos a pusu okamžitě po porodu, aby se snížilo riziko vdechnutí smolky.
Smolka může být podrobena analýze, která odhalí, jakým látkám bylo dítě během pobytu v děloze vystaveno. Může například odhalit nadměrné požívání alkoholu matkou během těhotenství.